# آنیزودامین
آنیزودامین (山莨菪碱) که به نام ۷β-هیدروکسی هیوسیامین نیز شناخته می‌شود، یک آنتاگونیست گیرنده آنتی کولینرژیک و α۱ آدرنرژیک است که در درمان شوک حاد گردش خون در چین استفاده می‌شود. این دارو به صورت خوراکی یا تزریقی، به صورت مخلوط راسمیک (راکانی‌سودامین) یا نمک هیدروبرومید داده می‌شود. قطره‌های چشمی با غلظت ۰٫۵ درصد برای کاهش سرعت پیشرفت نزدیک‌بینی در چین نیز موجود است.